# 古都奈良かんざし美術館
古都奈良かんざし美術館（ことならかんざしびじゅつかん）は、日本の美術館。

## 概要
奈良県奈良市に所在する美術館である。奈良県では初めての簪を専門とする美術館である。簪の収集家として知られる喜多浩子のコレクションを展示している。鹿角細工をはじめ、蒔絵、鼈甲、螺鈿、などといったさまざまな細工の簪を常設展示している。これほどの数の鹿角細工の簪が一か所に集まるのは珍しいとされる。

## 沿革
初代館長の喜多浩子は、祖母の影響を受けて、9歳の頃から簪の収集を始めた。また、幼いころから好角家でもあった喜多は、本場所や稽古場に通って独学で相撲絵を描くようになり、やがて年寄らの知己を得るほどであった。好角家として知られる昭和天皇のために相撲絵を描き、それを宮内庁に贈ったところ、昭和天皇の目に留まり好評を得た。以来、天皇誕生日の度に相撲絵を献上するようになる。1984年（昭和59年）、昭和天皇が第39回国民体育大会のため奈良県を訪れた折に、謁見することを許された。喜多は簪のコレクションを披露し、将来的に美術館を開設したいと語ったところ、昭和天皇より前向きな言葉をかけられたという。これに意を強くした喜多は、美術館の開設を目指して邁進してきた。
その後、喜多浩子の居住するビルの1階を改装し、2019年（平成31年）3月1日に古都奈良かんざし美術館をオープンさせた。
2020年（令和2年）3月23日、南消防署の泥酔した消防士により玄関のガラスや自動ドアが破壊された。それに伴い、館内の美術品も損傷した。駆け付けた警察官に対して反抗した結果、消防士は警察官に同行を求められ連れていかれた。翌日、上司を伴い消防士は謝罪に訪れた。その後、警察官に暴言を吐いたとされる消防士1名は訓戒処分、もう1名の消防士は厳重注意処分となった。しかし、美術館に対する報告は特になく、美術館の損壊を理由にした処分なのかについても明らかにされていない。また、消防士は酔っていたこと自体は認めたものの、故意に損壊したわけではないと主張しており、修繕費用を求める示談交渉は2年近く続いている。調停がまとまらず修復が完了しないため、美術館は休館が続いている。

## 収蔵品
喜多浩子が所有する約2000点の収集品の中から、およそ300点ほどが展示されている。江戸時代から昭和にかけての櫛と簪が展示されているが、それに加えて江戸時代末期の古い写真等も展示している。蒔絵、鼈甲、螺鈿、珊瑚、金工、象牙、真珠、など、さまざまな装飾が施された櫛や簪が展示されている。また、髑髏や柄杓を模した簪や、隠し文を収納した簪、日本刀を仕込んだ簪など、さまざまな形状の簪も展示されていた。これほどの数の鹿角細工の簪が一か所に集まるのは珍しいとされる。そのほか、豊臣秀吉が制作させたと伝わる荼枳尼天の像や、江戸時代の打掛なども展示されている。

## 歴代館長
| 古都奈良かんざし美術館館長 | 古都奈良かんざし美術館館長 | 古都奈良かんざし美術館館長 | 古都奈良かんざし美術館館長 |
| 代                         | 氏名                       | 就任日                     | 退任日                     |
| -------------------------- | -------------------------- | -------------------------- | -------------------------- |
| 1                          | 喜多浩子                   | 2019年3月                  | 現職                       |

## 関連人物
- 入江相政
- 昭和天皇